# Статуя Діви Марії (Львів)

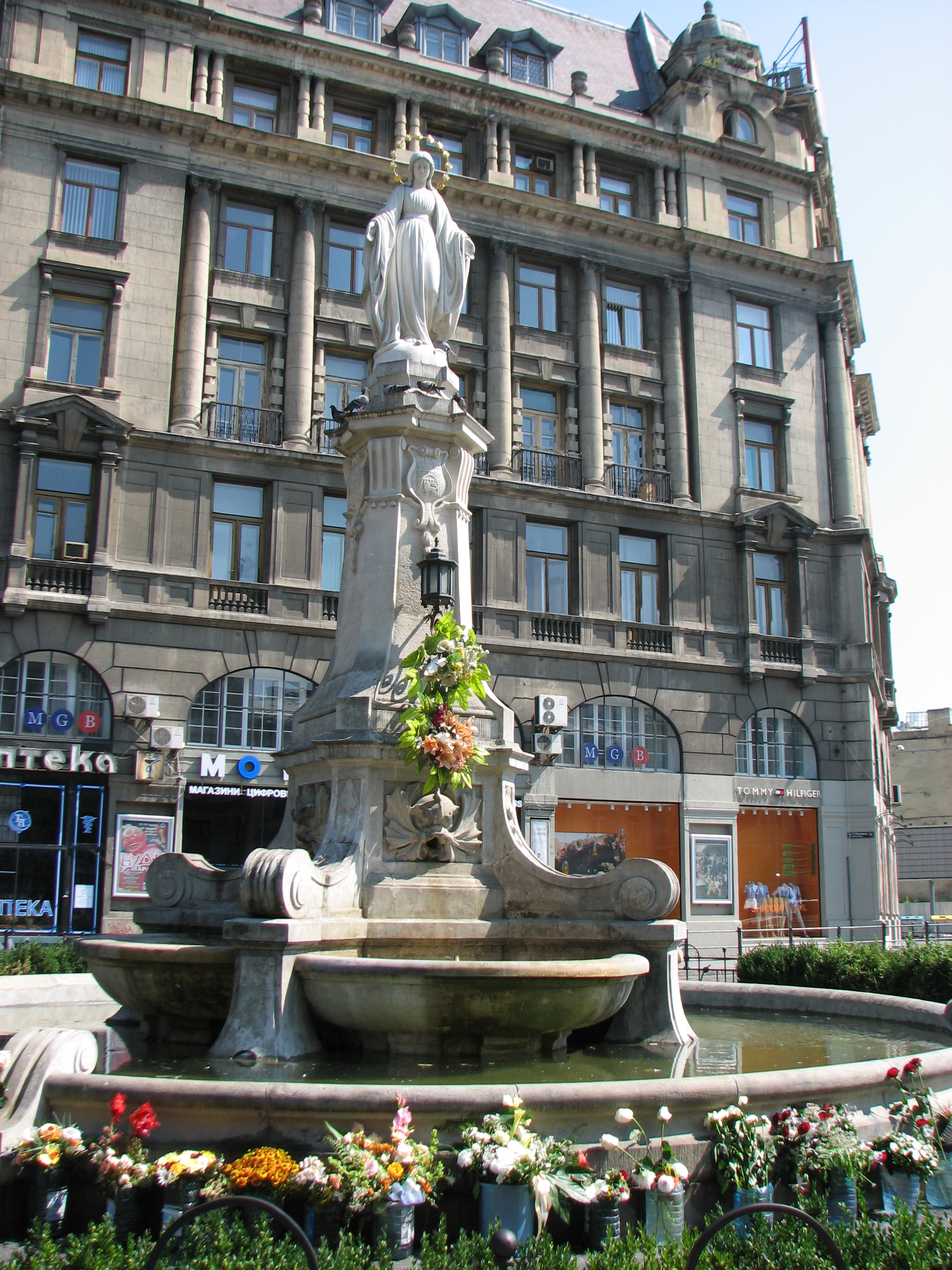

Статуя Діви Марії — мармурова статуя у Львові. У 1861 році на площі на кошти графині Северини Бадені встановлено статую Діви Марії, і площа з 1871 стала називатися Марійською або Мар'яцькою. Згодом, через будівництво у 1904 р. пам'ятника Адамові Міцкевичу, статую було перенесено на нове місце — туди, де вона стоїть зараз. У зв'язку з цією подією у львівській пам'яті виникла гірка фраза: «Посунься, Матір Божа, бо Міцкевич іде!». Статуя Діви Марії простояла тут до 1950 року, коли з фонтану зняли статую, копію якої повернули на місце у 1997 році.

## Дмитро Павличкопро статую
Де б'є фонтан у ріднім Львові,

Стояла статуя висока

Пречистої Марії-Діви…

І жебраків товпа велика

Отам молилась день і ніч.

Але глухі камінні вуха

Не чули стогону благання,

І вираз підлої любові

До тих, що в бога ласки просять,

Застиг у неї на лиці.

Ходив магнат по місту гордо

І відвертав запухлі очі

Від місця, де вклякали люди

І цілували бруд нечистий,

Мов хліба знайдений кусок.

«Коли б не вигадка — Марія,

Вони б мене взяли за горло», -

Не раз він думав так про себе,

Кидаючи у рвану шапку

Тремтячою рукою гріш.

Аж раз у голоді нестерпнім

Підвівсь один із тих нещасних

І каменем в пречисту кинув:

-Коли не бачиш і не чуєш,

То, може, хоч відчуєш біль. — 

І збіглися, як пси, жандарми,

Забрали грішника з собою,

Бо спокій берегли Марії, 

Що руку кари відвертала

Від ненажерливих панів…

Минулись чорні дні навіки,

Де статуя колись стояла,

Любуються фонтаном люди,

Бо камінь з рук народу

Впав на господарів її.